# Luciano (ur. 1993)
Luciano da Rocha Neves (ur. 18 maja 1993 w Anápolis) – brazylijski piłkarz występujący na pozycji napastnika lub ofensywnego pomocnika w São Paulo FC.